# Чемпіонат України з хокею 2007—2008
Чемпіонат України з хокею серед команд вищої ліги сезону 2007—2008 років — стартував 28 вересня 2007 року і завершився 30 березня 2008 року.

## Регламент
Згідно з регламентом змагань 16 чемпіонат України з хокею відбувався в два етапи. Шість команд-учасниць першості зіграли шестиколовий турнір. Після 30 проведених кожною командою зустрічей, визначалися чотири колективи, котрі  продовжували боротьбу на другому етапі змагань — плей-оф.
В плей-оф команди грали серії до двох перемог. Перша команда за підсумками регулярної першості грала з четвертою, друга — з третьою. Команди, котрі поступилися в своїх півфіналах проводили серію матчів за третє місце. Переможці ж півфінальних баталій змагались за чемпіонство.
У підсумку, дебютант чемпіонату, хокейний клуб Харків, посівши третє місце в турнірі, виборов бронзові нагороди. Срібло чемпіонату вдруге поспіль здобула команда з Броварів. А чемпіоном, вдесяте, став флагман вітчизняного хокею київський Сокіл.

## Регулярна частина
| Команда                               | І  | В  | ВО | Н | ПО | П  | ГЗ  | ГП  | Різниця | О  |
| ------------------------------------- | -- | -- | -- | - | -- | -- | --- | --- | ------- | -- |
| «Сокіл» (Київ)                        | 30 | 24 | 1  | 2 | 0  | 3  | 173 | 65  | +108    | 76 |
| ХК «Барс» (Бровари)                   | 30 | 19 | 1  | 1 | 0  | 9  | 136 | 92  | +44     | 60 |
| Компаньйон-УПБ (Київ)                 | 30 | 16 | 1  | 2 | 1  | 10 | 115 | 103 | +12     | 53 |
| ХК «Харків»                           | 30 | 13 | 1  | 1 | 0  | 15 | 110 | 90  | +20     | 42 |
| «АТЕК» Київ                           | 30 | 10 | 0  | 2 | 3  | 15 | 81  | 95  | −14     | 35 |
| «Дніпровські вовки» (Дніпропетровськ) | 30 | 0  | 0  | 0 | 0  | 30 | 47  | 217 | −170    | 0  |

## Бомбардири
| Гравець               | Команда               | Г  | П  | О  |
| --------------------- | --------------------- | -- | -- | -- |
| Тарас Бега            | Сокіл                 | 22 | 23 | 45 |
| Дмитро Марковський    | Барс                  | 25 | 18 | 43 |
| Олександр Зіневич     | Барс                  | 7  | 35 | 42 |
| Віталій Кириченко     | Сокіл                 | 23 | 18 | 41 |
| Володимир Черненко    | Сокіл                 | 5  | 36 | 41 |
| Олександр Хміль       | АТЕК                  | 11 | 24 | 35 |
| Ігор Андрущенко       | Компаньйон-УПБ        | 19 | 13 | 32 |
| Дмитро Ісаєнко        | ХК Харків             | 15 | 17 | 32 |
| А. Задоєнко           | АТЕК                  | 19 | 12 | 31 |
| Павло Легачов         | Сокіл, Компаньйон-УПБ | 10 | 21 | 31 |
| Олексій Войцеховський | Сокіл                 | 16 | 14 | 30 |
| Павло Большаков       | ХК Харків             | 11 | 19 | 30 |
| Олександр Сухенко     | Компаньйон-УПБ        | 11 | 19 | 30 |

Г = Голи; П = Результативні паси; О = Очки;
Джерело: hockey.dp.ua

## Плей-оф

### 1/2 фіналу
| 19 березня 18:45 | ХК «Харків» | 2:4 (0:1, 1:1, 1:2) | «Сокіл» | СК СДЮСШОР, Харків |

|                                      |                         |                                                                      |  |  |
| Большаков (Б1) - 31:14 Скиба - 41:46 | 0:1 0:2 1:2 1:3 2:3 2:4 | 12:38 - Бега 30:26 - Бобкін (Б1) 41:32 - Василевський 54:00 - Карлов |  |  |
| 18 хв.                               | Вилучення               | 20 хв.                                                               |  |  |
|                                      |                         |                                                                      |  |  |

| 22 березня 13:00 | «Сокіл» | 7:0 (2:0, 3:0, 2:0) | ХК «Харків» | ЛПС «Авангард», Київ Глядачів: 200 |

| | Напненко                    | Голкіпери | Середенко (Скрипник, 30:48) | Арбітр: Сєврук |
| Аверкін - 1:21 Зоткін (Б1) - 13:11 Сьомін - 20:22 Василевський (Б1) - 28:54 Дяченко - 36:42 Зоткін - 45:04 Аверкін (Б1) - 48:16 | 1:0 2:0 3:0 4:0 5:0 6:0 7:0 |           |                             | Арбітр: Сєврук |
| 6 хв. | Вилучення                   | 20 хв.    |                             | Арбітр: Сєврук |
| |                             |           |                             | Арбітр: Сєврук |

| 19 березня 17:15 | «Компаньйон-УПБ» | 2:4 (0:3, 2:0, 0:1) | «Барс» | Київ |

|                                    |                     |                                                                                 |  |  |
| М. Сидоров - 37:05 Легачов - 39:17 | 0:1 1:1 1:2 1:3 2:3 | 03:33 - Марковський (Б1) 12:38 - Марковський 15:51 - Млинченко 51:01 - Проценко |  |  |
| 12 хв.                             | Вилучення           | 16 хв.                                                                          |  |  |
|                                    |                     |                                                                                 |  |  |

| 22 березня 18:00 | «Барс» | 4:2 (2:2, 1:0, 1:0) | «Компаньйон-УПБ» | ЛПС «Авангард» Київ Глядачів: 200 |

|                                                                  | Є. Бруль (Андрущик 39:12-40:00) | Голкіпери                              | Приятель | Арбітр: Лускань |
| Синьков - 08:09 Млинченко - 11:44 Слюсар - 26:28 Савенко - 57:03 | 1:0 2:0 2:1 2:2 3:2 4:2         | 12:23 - Скороход 18:45 - І. Андрущенко |          | Арбітр: Лускань |
| 47 хв.                                                           | Вилучення                       | 28 хв.                                 |          | Арбітр: Лускань |
|                                                                  |                                 |                                        |          | Арбітр: Лускань |

### Матч за 3-є місце*
| 29 березня 15:00 | ХК «Харків» | 1:4 (0:1, 1:2, 0:1) | «Компаньйон-УПБ» | Палац Спорту Київ Глядачів: 400 |

|                         |                     |                                                                                        |  |  |
| Крикуненко (Б1) - 30:06 | 0:1 0:2 1:2 1:3 1:4 | 07:33 - І. Андрущенко 21:58 - І. Андрущенко (Б1) 35:59 - Сухенко 40:26 - І. Андрущенко |  |  |
| 16 хв.                  | Вилучення           | 36 хв.                                                                                 |  |  |
|                         |                     |                                                                                        |  |  |

| 30 березня 13:00 | «Компаньйон-УПБ» | 2:7 (2:3, 0:1, 0:3) | ХК «Харків» | Палац Спорту, Київ Глядачів: 400 |

|                                |                                     | |  |  |
| Скороход -3:01 Легачов - 18:13 | 0:1 1:1 1:2 2:2 2:3 2:4 2:5 2:6 2:7 | 0:39 - Панасенко (Б1) 7:41 - Скиба 18:24 - В. Торяник 35:51 - Кривонос 40:23 - Янченко 43:30 - Грєховодов 44:51 - Большаков |  |  |
| 12 хв.                         | Вилучення                           | 10 хв. |  |  |
|                                |                                     | |  |  |

* — Після того, як команди обмінялися перемогами, згідно з регламентом змагань, був призначений додатковий 20-хвилинний період до першої закинутої шайби. Оскільки і овертайм не зміг виявити переможця, була призначена серія післяматчевих булітів. Перемогу в ній здобули харків'яни з рахунком 3:1. Вирішальний буліт на рахунку Олександра Крикуненка.

### Фінал
| 29 березня 18:30 | «Барс» | 0:9 (0:0, 0:3, 0:6) | «Сокіл» | Палац спорту, Київ Глядачів: 2 500 |

|        | Є. Бруль (Андрущик, 40:00)          | Голкіпери | Напненко | Арбітр: Сєврук |
|        | 0:1 0:2 0:3 0:4 0:5 0:6 0:7 0:8 0:9 | 35:00 - Дєєв 36:59 - К. Рябенко (Б1) 38:03 - Карлов 49:32 - Малов 49:38 - Караульщук (ШК) 52:55 - Аверкін 53:54 - Бобкін 54:36 - Бега 58:45 - Василевський |          | Арбітр: Сєврук |
| 22 хв. | Вилучення                           | 14 хв. |          | Арбітр: Сєврук |
| 11     | Кидки                               | 41 |          | Арбітр: Сєврук |

| 30 березня 16:00 | «Сокіл» | 6:2 (4:0, 1:1, 1:1) | «Барс» | Палац спорту, Київ Глядачів: 4 500 |

| | Напненко                        | Голкіпери                       | Лоік | Арбітр: Максим Урда |
| Шаманський - 02:54 Зоткін - 08:30 Аверкін - 15:09 Карлов - 16:32 С. Черненко - 35:35 Аверкін (Б1) - 46:19 | 1:0 2:0 3:0 4:0 4:1 5:1 6:1 6:2 | 23:10 - Слюсар 53:09 - Проценко |      | Арбітр: Максим Урда |
| 4 хв. | Вилучення                       | 6 хв.                           |      | Арбітр: Максим Урда |
| 36 | Кидки                           | 24                              |      | Арбітр: Максим Урда |